# Petrophytum
Petrophytum es un género con tres especies de plantas perteneciente a la familia de las rosáceas.

## Taxonomía
Petrophytum fue descrita por (Nutt.) Rydb. y publicado en Memoirs of the New York Botanical Garden 1: 206–207, en el año 1900.

## Especies
- Petrophytum acuminatum
- Petrophytum caespitosum
- Petrophytum hendersonii